# Antonio Bichi
Antonio Bichi (Siena, 30 de março de 1614 - Osimo, 21 de fevereiro de 1691) foi um cardeal do século XVIII

## Biografia
Nasceu em Siena em 30 de março de 1614. Filho de Firmano Bichi e Onorata Mignanelli, irmã uterina do Papa Alexandre VII. Outros cardeais da família foram Metello Bichi (1611); Alessandro Bichi (1633); Carlo Bichi (1690); e Vincenzo Bichi (1731).
Estudou na Universidade de Siena.
Professor de Direito, Universidade de Siena. Chamado a Roma como auditor do cardeal Fabio Chigi, acompanhou-o à sua nunciatura extraordinária em Colônia. Internúncio em Borgogna; obteve a obediência ao papa do duque Charles de Lorraine. Internúncio em Flandres, 1642-1652.
Eleito bispo de Montalcino em 11 de dezembro de 1652. Consagrado em 18 de dezembro de 1652, igreja de S. Ignazio, Roma, pelo cardeal Niccolò Albergati-Ludovisi, auxiliado por Ranuzio Scotti, ex-bispo de Borgo San Donnino, e por Filippo Casoni, bispo do Borgo San Donnino. Transferido para a sé de Osimo, em 6 de março de 1656 (1) .
Criado cardeal e reservado in pectore no consistório de 9 de abril de 1657; publicado no consistório de 10 de novembro de 1659; recebeu o gorro vermelho e o título de S. Agostino, a 1 de dezembro de 1659. Legado em Urbino, a 17 de abril de 1662 até 1667. Participou no conclave de 1667, que elegeu o Papa Clemente IX. Optou pelo título de S. Maria degli Angeli, em 14 de novembro de 1667. Participou do conclave de 1669-1670, que elegeu o Papa Clemente X. Participou do conclave de 1676, que elegeu o Papa Inocêncio XI. Optou pela ordem dos cardeais bispos e pela sé suburbicária de Palestrina, mantendo a administração de Osimo, em 3 de março de 1687. Participou do conclave de 1689, que elegeu o Papa Alexandre VIII. Não participou do conclave de 1691, que elegeu o Papa Inocêncio XII.
Morreu em Osimo em 21 de fevereiro de 1691, às 23 horas, durante a sede vacante. Exposto e enterrado na catedral de Osimo. A notícia de sua morte chegou ao conclave em 25 de fevereiro de 1691, após a votação da manhã.